# جيري كراتشفيلد
جيري كراتشفيلد (بالإنجليزية: Jerry Crutchfield)‏ هو منتج أسطوانات ومغن مؤلف أمريكي، ولد في 10 أغسطس 1934 في بادوكا في الولايات المتحدة.

## وصلات خارجية
- جيري كراتشفيلد على موقع IMDb (الإنجليزية)
- جيري كراتشفيلد على موقع ميوزك برينز (الإنجليزية)
- جيري كراتشفيلد على موقع ديسكوغز (الإنجليزية)